# ور ساکروم
ور ساکروم (انگلیسی: Ver sacrum) یک رسم مذهبی مردمان ایتالیایی باستان، به ویژه سابلی‌ها (یا سابین‌ها و سامنیت از شاخه‌های آنها) است. این مورد توجه خاص ژرژ دومزیل بود، به گفته وی، رسم ور ساکروم شیوه‌های مهاجرت ماقبل تاریخ هندواروپایی‌ها (مردم نیاهندواروپایی) را تا پایان عصر آهن و در آغازین تاریخ تداوم بخشید، زمانی که شرایط داشتن مسکن ثابت قبلاً عمومی شده بود.

## معنای دینی
این عمل شامل «وتوم» (نذر (روم باستان)) به خدای مارس (اسطوره) و قربانی کردن فرزندانی بود که در بهار سال بعد از انسان یا گاو متولد می‌شدند. در میان سابین‌ها، این دوره از ۱ مارس تا ۳۰ آوریل بود. این عمل مربوط به دین در روم باستان است. مرسوم بود که در مواقعی که خطر یا درگیری خاص برای جامعه وجود داشت مردم به آن متوسل می‌شدند. برخی از پژوهشگران معتقدند که در زمان‌های قبل، فرزندان قربانی یا نذری در واقع قربانی‌کردن انسان بودند، اما بعداً تبعید و بیرون راندن انسان‌ها از یک مکان جایگزین قربانی کردن شد. دیونوسیوس هالیکارناسی بیان می‌کند که قربانی کردن کودکان یکی از علل سقوط پلاسجی‌ها در ایتالیا بود.